# Nytårstale
 Denne artikel omhandler overvejende eller alene danske forhold. Hjælp gerne med at gøre artiklen mere almen.
En nytårstale er den tale et statsoverhoved, regeringsleder eller andre holder nytårsaften eller nytårsdag.

## Nytårstaler i Danmark

### Statsminister
Det var statsminister Thorvald Stauning der indledte traditionen i Danmark med den første radiotransmitterede nytårstale den 1. januar 1940. Statsministerens tale er typisk af konkret, politisk karakter. I nytårstalen ser statsministeren tilbage på årets større begivenheder, den aktuelle politiske situation og lancerer ind imellem større politiske planer for det nye år. Det var således i sin første nytårstale i 2002 at Anders Fogh Rasmussen lancerede sin stærkt omdiskuterede plan om sanering af råd og nævn. Talen har været udsendt fra forskellige lokaliteter gennem årene, men sendes i dag altid fra Marienborg. Statsministerens nytårstale har tidligere været sendt direkte, men har mindst de sidste 20 år været båndet.

### Monarkiet
I Danmark har monarken holdt skåltaler i anledningen af årsskiftet siden 1880'erne. Siden 1. januar 1941 har der været en radiotransmitteret nytårstale, og tv har transmitteret den siden 1958. Fra 1959 har den været sendt direkte nytårsaften. Talen holdes i monarkens arbejdsværelse i residenspalæet på Amalienborg. Margrethe 2. har i sine taler hovedsagelig beskæftiget sig med etiske og kulturelle emner og har ikke holdt sig tilbage for at revse danskerne, bl.a. hvad angår holdningen til nydanskere. Som i 1984, hvor hun kritiserede dem for deres "danske humor og små, dumsmarte bemærkninger".

## Eksterne kilder og henvisninger
1. ↑  Thornings nytårstale var båndet
2. ↑  "Nytårstaler". Kongehuset. Hentet 17. februar 2025.{{cite web}}:  CS1-vedligeholdelse: url-status (link)
3. ↑  "Dronningens nytårstale 1984 på Wikisource". Arkiveret fra originalen 5. juni 2015. Hentet 19. september 2007.

- Dronningens nytårstale - samtlige nytårstaler fra 1972 til i dag Arkiveret 16. september 2019 hos  Wayback Machine